# カルーガ
カルーガ（ロシア語: Калу́га, ラテン文字転写: Kaluga）は、ロシア連邦西部のカルーガ州の州都。人口は約33万人（2021年）。モスクワから南西に188 km。オカ川上流の左岸に位置する。
モスクワとキエフを通る鉄道や高速道路が通るほか、古くからカルーガ道と呼ばれる道路でモスクワと結ばれている。
カルーガは、ロケット工学・航空宇宙工学のパイオニアであるコンスタンチン・ツィオルコフスキーが長くここで暮らしていたことで知られる。彼はカルーガで教師として働き、後にはここに研究所を設けた。町には彼を記念したツィオルコフスキー記念航空宇宙学歴史博物館があり、町はしばしば「宇宙飛行のゆりかご」（ロシア語: Колыбель Космонавтики）と呼ばれる。

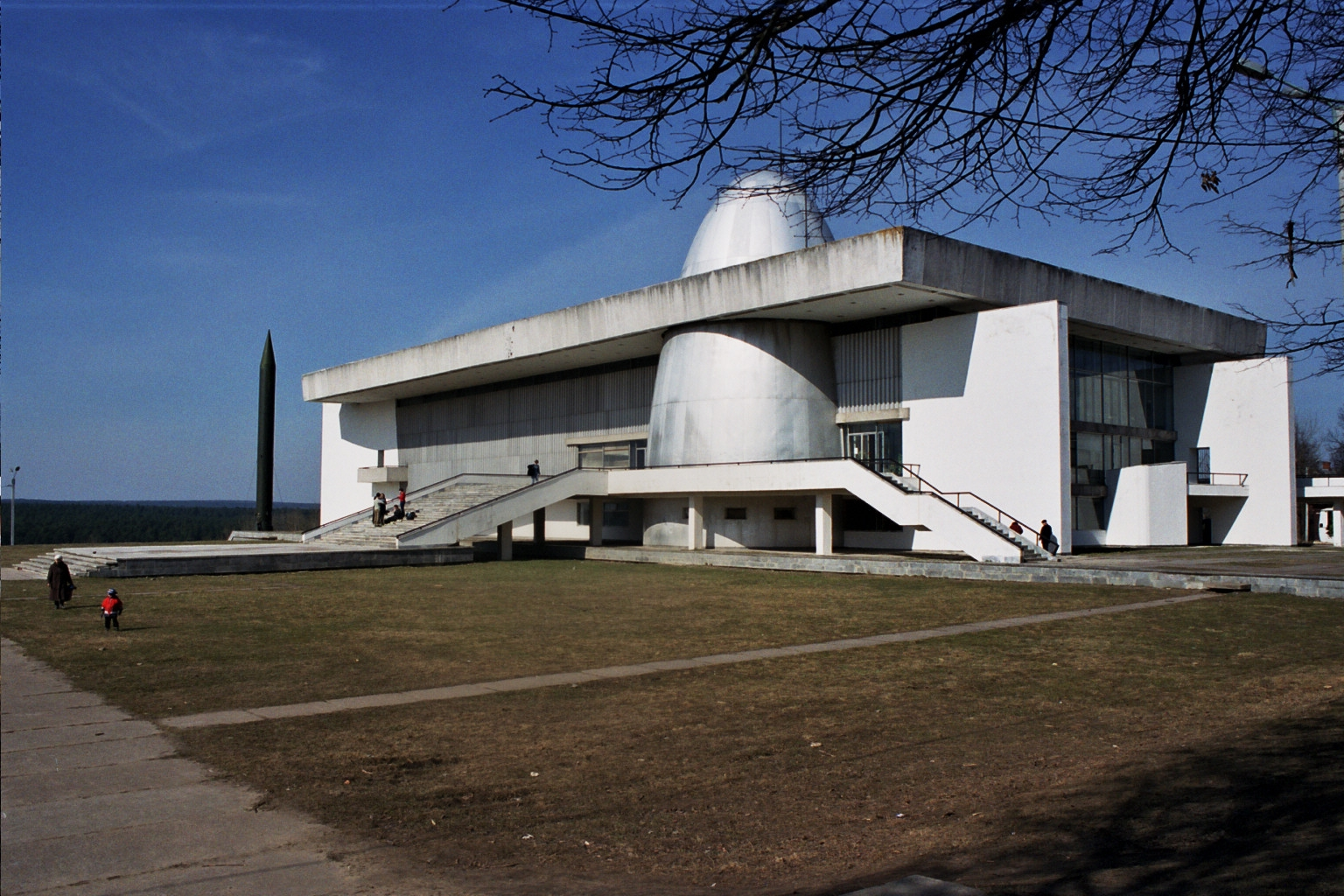
ツィオルコフスキー記念航空宇宙学歴史博物館

## 歴史

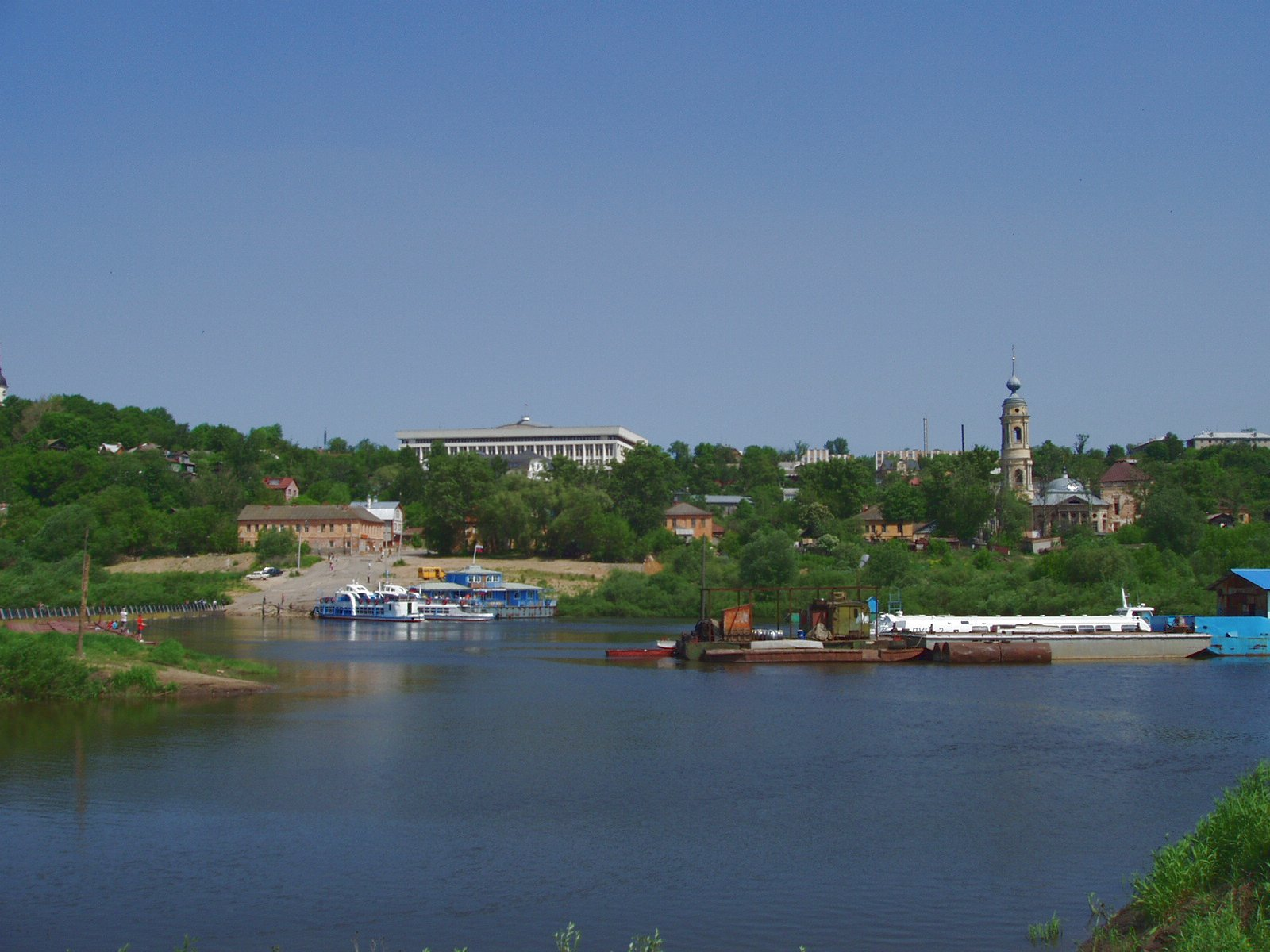
オカ川とカルーガ市街

### 中世のカルーガ
14世紀中頃にモスクワ大公国の南西部の境界の守備のための要塞として、オカ川とウグラ川の合流点からほど近い場所に建設された。1371年にカルーガの名でリトアニア大公アルギルダスの書簡に記録されている。コンスタンディヌーポリ総主教フィロセオス1世に宛てたこの書簡の中で、モスクワ大公国に奪われた町の一つとしてカルーガの名が挙げられている。
中世のカルーガは、オカ川上流公国群の一つヴォロツィンスク公国に発祥しモスクワ大公国の有力貴族となったヴォロツィンスキー公が治める小さな町であった。もとの中心地であったヴォロツィンスクの町は、現在のカルーガ市のすぐ南西にあったとされる。カルーガとモスクワの間にはカルーガ道と呼ばれる旧道があり、中世から近世には盛んに使われた。現在の国道A101号は部分的にこの旧道の近くを通る。
1480年には、大オルダのアフマド・ハンとリトアニア大公国の連合軍に対し、イヴァン3世率いるモスクワ大公国軍がにらみ合いをした「ウグラ河畔の対峙」と呼ばれる出来事が起こり、ロシアに対するモンゴルの支配（「タタールのくびき」）の終わりを告げる戦いとなった。カルーガはモスクワ大公国軍の拠点となり、この後もモスクワを目指して攻めてくる西方のリトアニアや南方のタタール人の軍をここで食い止める要塞となった。17世紀初頭の動乱時代、ロシア・ポーランド戦争ではポーランド・リトアニア共和国軍や偽ドミトリー2世軍によりカルーガは蹂躙された。モスクワ付近の本拠地トゥシノから逃れていた偽ドミトリー2世をピョートル・ウルソフが殺したのはカルーガでの出来事であった。カルーガにあった木造のクレムリ（要塞）は、1654年のペラヤースラウ会議以降は重要性を失い、18世紀に焼失したまま再建されなかった。

### 近世のカルーガ

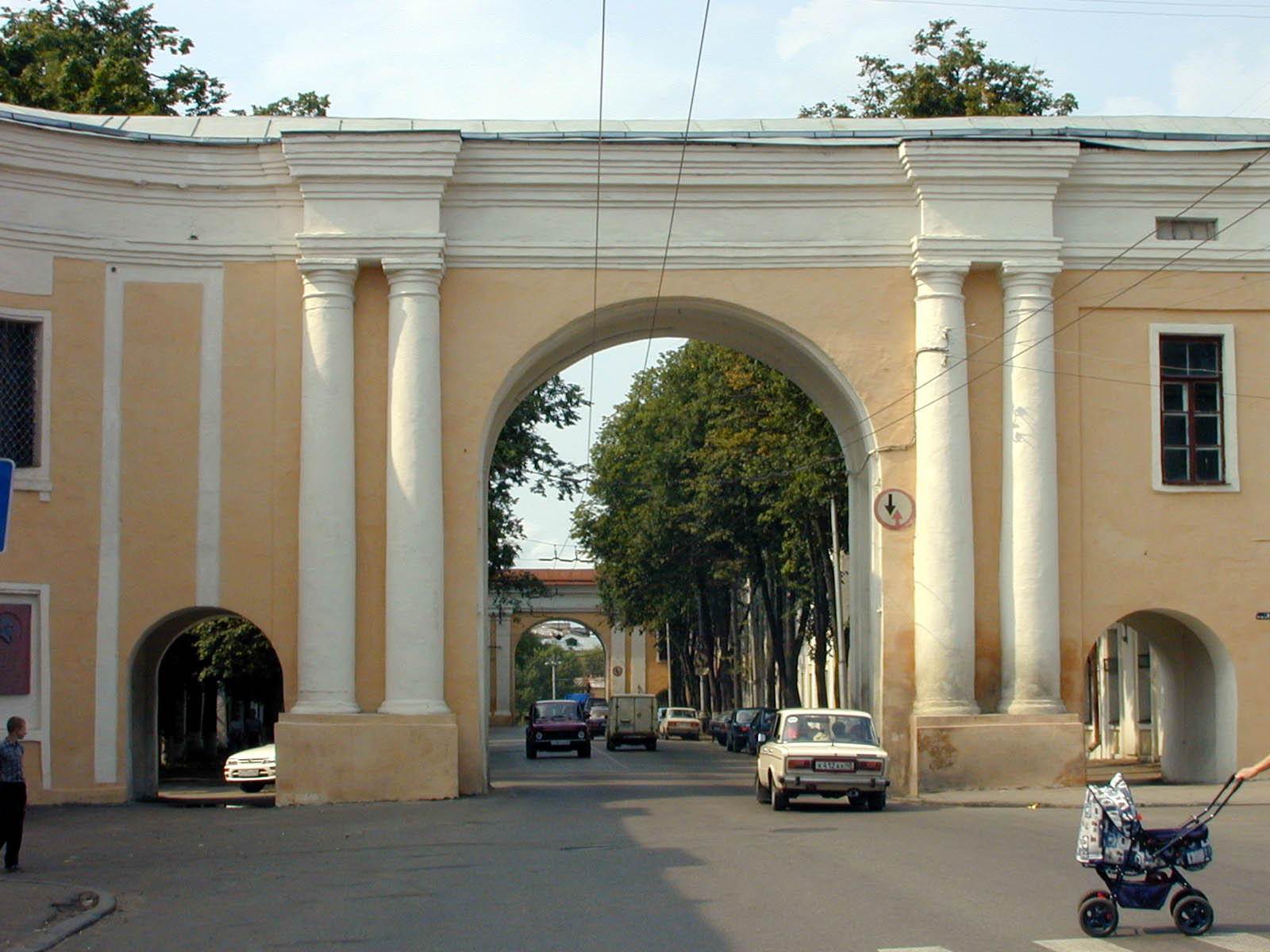
1780年から1787年にかけての都市計画で建設された門。ピョートル・ニキチンの設計による

1708年のピョートル1世による地方改革で、カルーガはモスクワ県の一部となる。1775年にはエカチェリーナ2世がカルーガに行幸し、翌1776年8月24日にはカルーガ県が設けられ、カルーガは12の郡をまとめる県都となった。またエカチェリーナ2世は新古典主義建築による都市計画も制定させた。当時の人口は17,000人ほどであり、市街地には石造建築が立ち並び、それまでの名産品であった木工品やレースに加え、レンガやタイルの工場をはじめ小さな工場が多数立つようになった。1777年には、ロシアでも最古の部類に入る劇場が開かれた。
一方で災害も多かった。1723年と1737年には、飢饉のために町は廃墟となった。1742年から1761年にかけて、町は幾度も焼失を被った。1771年にはペストが猛威を振るった。

### ナポレオン戦争以後

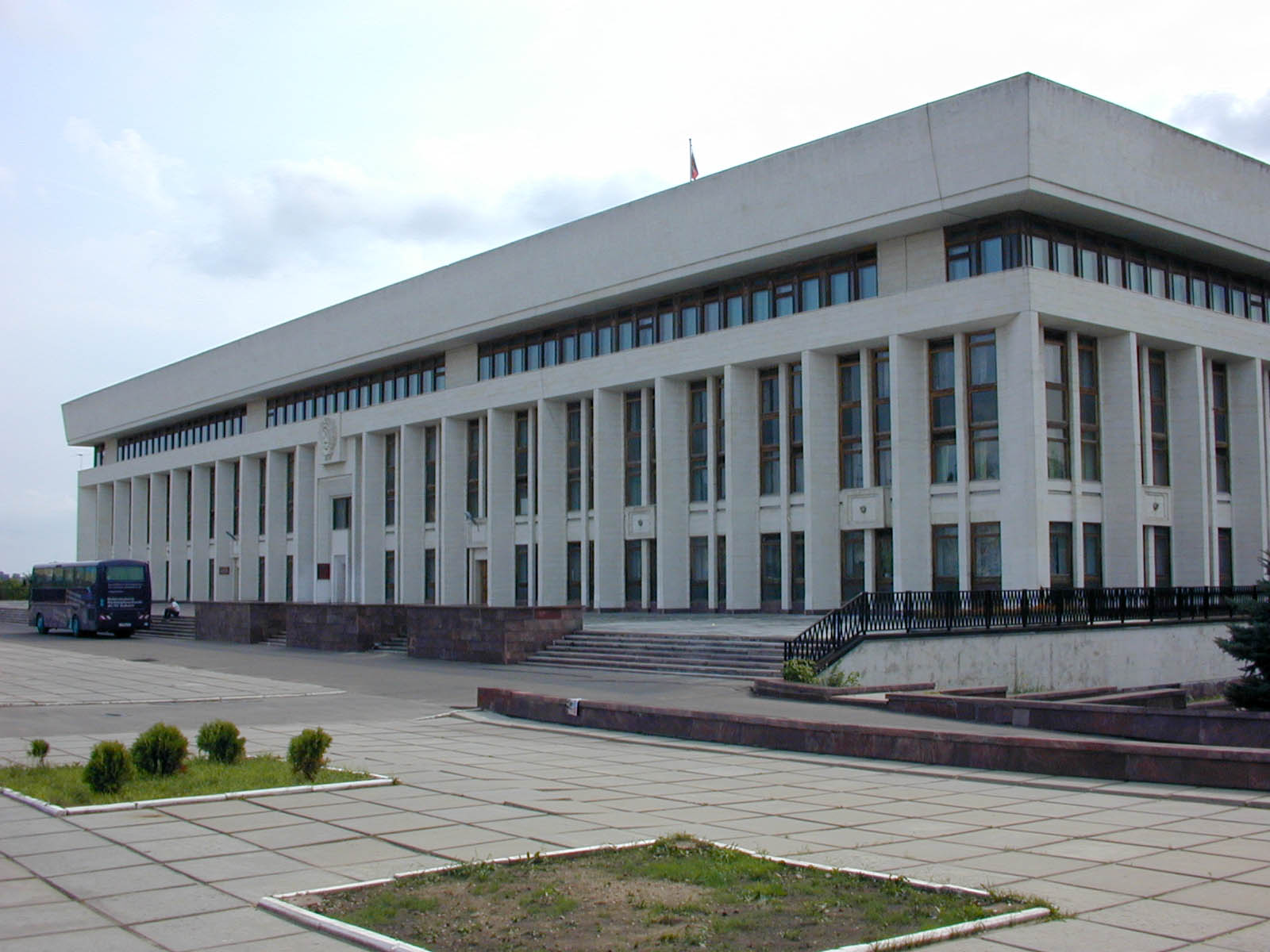
カルーガ県の政府ビル

1812年にナポレオン1世率いるフランス軍（大陸軍）がロシア帝国に侵攻した際（1812年ロシア戦役）には、カルーガは後方基地として大きな役割を果たした。カルーガはパルチザンの拠点となり、フランス軍の後方を襲った。ナポレオンはモスクワからの退却の際にカルーガ道を通ろうとしたが、ミハイル・クトゥーゾフはマロヤロスラヴェツの戦いなどで大陸軍の退却を妨害し、モスクワ侵攻の際にすでに焦土化され補給物資もないスモレンスク道を通らざるを得ないようにさせた。

### 第二次世界大戦と以降
第二次世界大戦では、1941年10月13日にドイツ国防軍に占領されたが、赤軍の反攻により同年12月30日にはソ連側に奪還された。ドイツ軍の撤退時に多くの家屋が破壊されている。1944年には、赤軍が前線で捕虜としたポーランド国内軍の兵士らがカルーガの赤軍施設に収容されている。
1944年7月5日にカルーガ州がつくられたのにともない、カルーガはその州都とされた。

### 21世紀
2022年ロシアのウクライナ侵攻が始まり、部分的動員令が敷かれると、市は予算を動員兵の装備を充実させるための費用に振り分けた。このため毎年年末に行われていた花火大会などが中止となった。
2024年11月には、市内の軍需工場にウクライナ軍の無人航空機などによる攻撃があり、施設が炎上する被害が出た。

## 経済
カルーガは工業都市として栄えてきた。特にソ連時代は防衛産業が市の雇用の多くを占めてきたが、2000年代後半にはロシアに進出した外国の自動車企業が相次いでカルーガに組み立て工場を置き、カルーガは自動車産業の中心ともなりつつある。2007年11月28日にはフォルクスワーゲンの工場が開業し、2007年10月15日にはボルボグループの工場の鍬入れ式が行われ2009年に開業した。2007年12月にはPSA・プジョーシトロエンや三菱自動車が組み立て工場をカルーガに設けることを相次いで発表している。

## 交通

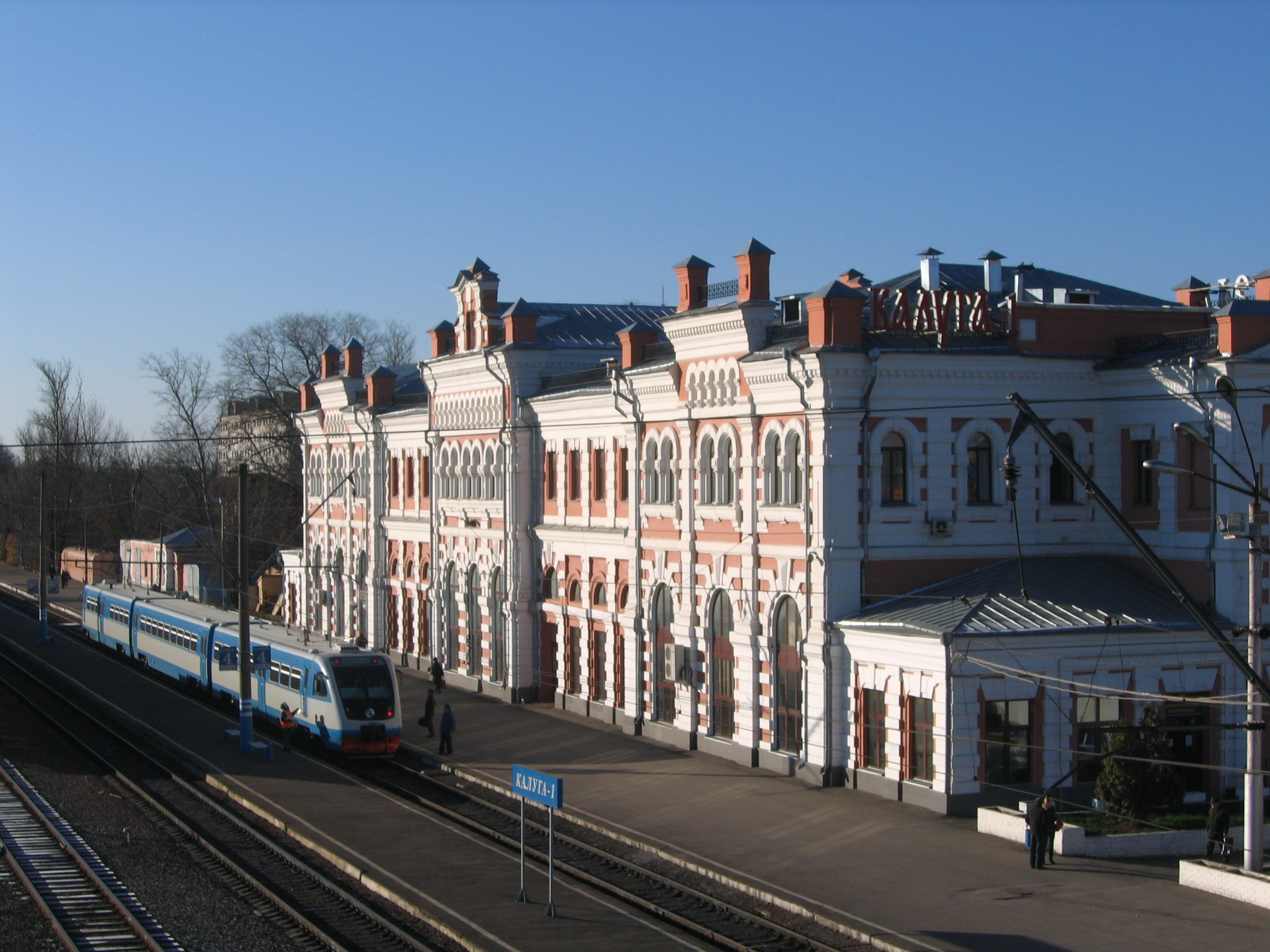
カルーガ-1駅

カルーガ近郊には、カルーガ空港（カルーガ・グラブツェヴォ空港）がある。
市内をヴャジマ・リャジスク間の鉄道が通りカルーガI駅が設けられているほか、市の郊外にはモスクワ・キエフ間の幹線やスヒーニチ行きの路線が通り、カルーガ・セルゲイ・スキト駅（旧カルーガII駅）が設けられている。
市内交通はトロリーバスやバスの路線が担っている。

## 姉妹都市
- ズール、ドイツ
- Binningen、スイス
- ラハティ、フィンランド
- Panorama、ギリシャ
- ティラスポリ、沿ドニエストル共和国
- キロヴォフラード、ウクライナ
- スモレンスク、ロシア
- オリョール、ロシア
- トゥーラ、ロシア
- マハチカラ、ロシア